# 蛇イチゴ
『蛇イチゴ』（へびイチゴ）は、2003年に公開された日本映画。監督・脚本は西川美和。

## あらすじ
明智家の長男であり音信不通の放蕩息子、と家族に認識されていた明智周治が実家に帰還したときから家族の和やかな雰囲気がバランスを崩し、それから時間をかけて再生に至るまでを描いたシニカル・コメディ。

## キャスト
- 明智周治：宮迫博之（雨上がり決死隊）
- 明智倫子：つみきみほ
- 明智章子：大谷直子
- 明智芳郎：平泉成
- 明智京蔵：笑福亭松之助
- 鎌田賢作：手塚とおる
- 喜美子：絵沢萠子
- 前田三郎：寺島進
- 通夜会場の男：蛍原徹（雨上がり決死隊）
- 菅原大吉
- 佐藤浩市

## 受賞
- 新藤兼人賞2002・銀賞（西川美和）
- 第28回報知映画賞助演男優賞（宮迫博之）
- 第58回毎日映画コンクール
  - スポニチグランプリ新人賞（宮迫博之）
  - 脚本賞（西川美和）
- 第25回ヨコハマ映画祭
  - 新人監督賞（西川美和）